# Fredrikstad Fotballklubb 2012
Questa voce raccoglie le informazioni riguardanti il Fredrikstad Fotballklubb nelle competizioni ufficiali della stagione 2012.

## Stagione
Il Fredrikstad chiuse il campionato al 15º posto, retrocedendo così nella 1. divisjon. L'allenatore Tom Freddy Aune rassegnò le proprie dimissioni nel mese di maggio, per poi essere sostituito da Trond Amundsen. L'avventura nella Coppa di Norvegia 2012 terminò al secondo turno, con l'eliminazione per mano del Kvik Halden.
Ole Jørgen Halvorsen fu il calciatore più utilizzato in stagione, con 30 presenze (di cui 28 in campionato). Tarik Elyounoussi, nonostante sia stato ceduto a metà stagione, fu il miglior marcature con le sue 10 reti (7 in campionato).

## Maglie e sponsor
Lo sponsor tecnico per la stagione 2012 fu Adidas, mentre lo sponsor ufficiale fu Stabburet. La divisa casalinga fu composta da una maglietta bianca con inserti rossi, pantaloncini rossi e calzettoni bianchi. La divisa da trasferta fu invece completamente azzurra, con le maniche di colore blu scuro.
| Casa | Trasferta |

## Rosa
| N. |                         | Ruolo | Calciatore           |
| -- | ----------------------- | ----- | -------------------- |
| 1  | Norvegia (bandiera)     | P     | Jon Knudsen          |
| 2  | Norvegia (bandiera)     | D     | Haitam Aleesami      |
| 2  | Norvegia (bandiera)     | D     | Benjamin Dahl Hagen  |
| 3  | Norvegia (bandiera)     | D     | Jørgen Horn          |
| 4  | Norvegia (bandiera)     | D     | Vidar Martinsen      |
| 5  | Svezia (bandiera)       | D     | Andreas Landgren     |
| 6  | Norvegia (bandiera)     | C     | Hans Erik Ramberg    |
| 7  | Norvegia (bandiera)     | A     | Alex Valencia        |
| 9  | Norvegia (bandiera)     | A     | Ole Jørgen Halvorsen |
| 10 | Austria (bandiera)      | C     | Martin Pušić         |
| 10 | Norvegia (bandiera)     | A     | Tarik Elyounoussi    |
| 11 | Norvegia (bandiera)     | C     | Mads André Hansen    |
| 13 | Norvegia (bandiera)     | A     | Robert Stene         |
| 14 | Sierra Leone (bandiera) | C     | Khalifa Jabbie       |

| N. |                      | Ruolo | Calciatore            |
| -- | -------------------- | ----- | --------------------- |
| 15 | Norvegia (bandiera)  | D     | Kevin Duré            |
| 16 | Senegal (bandiera)   | A     | Mouhamed Gueye        |
| 18 | Serbia (bandiera)    | A     | Nenad Srećković       |
| 18 | Norvegia (bandiera)  | C     | Daniel Berntsen       |
| 19 | Norvegia (bandiera)  | C     | Simen Standerholden   |
| 20 | Norvegia (bandiera)  | A     | Zlatko Tripić         |
| 20 | Norvegia (bandiera)  | C     | Etzaz Hussain         |
| 21 | Norvegia (bandiera)  | C     | Simen Rafn            |
| 22 | Norvegia (bandiera)  | C     | Thomas Holm           |
| 23 | Norvegia (bandiera)  | A     | Alexander Ruud Tveter |
| 24 | Norvegia (bandiera)  | D     | Ole Strømsborg        |
| 25 | Finlandia (bandiera) | P     | Jon Masalin           |
| 26 | Norvegia (bandiera)  | D     | Lars Grorud           |

## Calciomercato

### Sessione invernale(dal 01/01 al 31/03)
| Acquisti | Acquisti             | Acquisti    | Acquisti   |
| R.       | Nome                 | da          | Modalità   |
| -------- | -------------------- | ----------- | ---------- |
| P        | Jon Knudsen          | svincolato  |            |
| D        | Benjamin Dahl Hagen  | Vålerenga   | prestito   |
| C        | Daniel Berntsen      | Rosenborg   | prestito   |
| C        | Thomas Holm          | svincolato  |            |
| A        | Mohammed Gueye       | Wawade Wade | definitivo |
| A        | Ole Jørgen Halvorsen | Sogndal     | definitivo |

| Cessioni | Cessioni          | Cessioni    | Cessioni   |
| R.       | Nome              | a           | Modalità   |
| -------- | ----------------- | ----------- | ---------- |
| P        | Lasse Staw        | Syrianska   | definitivo |
| D        | Joachim Thomassen | Vålerenga   | definitivo |
| C        | Amin Askar        | Brann       | definitivo |
| A        | Dino Mulac        | Kvik Halden | definitivo |

### Sessione estiva(dal 01/08 al 31/08)
| Acquisti | Acquisti        | Acquisti      | Acquisti   |
| R.       | Nome            | da            | Modalità   |
| -------- | --------------- | ------------- | ---------- |
| D        | Haitam Aleesami | Skeid         | definitivo |
| D        | Lars Grorud     | Brann         | definitivo |
| C        | Martin Pušić    | Vålerenga     | definitivo |
| A        | Nenad Srećković | De Graafschap | prestito   |
| A        | Robert Stene    | Ranheim       | definitivo |
| A        | Zlatko Tripić   | Molde         | prestito   |

| Cessioni | Cessioni            | Cessioni  | Cessioni      |
| R.       | Nome                | a         | Modalità      |
| -------- | ------------------- | --------- | ------------- |
| D        | Benjamin Dahl Hagen | Vålerenga | fine prestito |
| C        | Daniel Berntsen     | Rosenborg | fine prestito |
| C        | Etzaz Hussain       | Molde     | definitivo    |
| C        | Simen Standerholen  | Østsiden  | prestito      |
| A        | Tarik Elyounoussi   | Rosenborg | definitivo    |

## Risultati

### Eliteserien

#### Girone di andata
| Arbitro: | Edvartsen (Hamar) |

|              |           |  |
| Ondrášek 62’ | Marcatori |  |

| Arbitro: | Johansen (Brevik) |

|                                                                 |           |         |
| Elyounoussi 14’ Hussain 41’ Valencia 53’ Landgren 76’ Hagen 84’ | Marcatori | 3’ Boli |

| Arbitro: | Hafsås (Trondheim) |

|                |           |                 |
| Sigurðsson 26’ | Marcatori | 51’ Elyounoussi |

| Arbitro: | Moen (Haugesund) |

|          |           |                        |
| Holm 36’ | Marcatori | 54’ Iversen 79’ Larsen |

| Arbitro: | Kjensli (Oslo) |

|                   |           |         |
| Fevang 59’ (rig.) | Marcatori | 7’ Duré |

| Arbitro: | Sandmoen (Kjelsås) |

|                                                |           |                                                |
| Valencia 7’ Hussain 50’ Elyounoussi 65’ (rig.) | Marcatori | 9’, 20’ Høiland 14’ Skjølsvik 85’ (aut.) Hagen |

| Arbitro: | Berntsen (Vang) |

|                           |           |                      |
| Pedersen 4’, 5’ Berre 13’ | Marcatori | 50’, 61’ Elyounoussi |

| Fredrikstad 13 maggio 2012, ore 18:00 8ª giornata | Fredrikstad    | 0 – 0 referto | Haugesund | Fredrikstad Stadion (6.045 spett.)\| Arbitro: \| Døvle (Larvik) \| |
| Arbitro:                                          | Døvle (Larvik) |               |           |                                                                    |

| Arbitro: | Hafsås (Trondheim) |

|                |           |  |
| Angan 30’, 52’ | Marcatori |  |

| Arbitro: | Skjerven (Kaupanger) |

|                         |           |                         |
| Aas 76’ (aut.) Horn 80’ | Marcatori | 41’ Kovács 45’, 79’ Abu |

| Arbitro: | Edvartsen (Hamar) |

|                           |           |  |
| Bentley 74’ Sævarsson 82’ | Marcatori |  |

| Arbitro: | Sandmoen (Kjelsås) |

|                                  |           |  |
| Halvorsen 13’ Rafn 38’ Gueye 73’ | Marcatori |  |

| Arbitro: | Berntsen (Vang) |

|            |           |                                     |
| U. Flo 61’ | Marcatori | 25’ Jabbie 30’ Tveter 85’ Halvorsen |

| Arbitro: | Moen (Haugesund) |

|                                       |           |                                                |
| Elyounoussi 45’ Hagen 48’ Hussain 60’ | Marcatori | 32’, 35’ Knudtzon 53’ Vaagan Moen 58’ Pálmason |

| Arbitro: | Edvartsen (Hamar) |

|                            |           |  |
| Barrantes 8’, 87’ Post 26’ | Marcatori |  |

#### Girone di ritorno
| Arbitro: | Kjensli (Oslo) |

|  |           |                      |
|  | Marcatori | 18’ Hovda 72’ Larsen |

| Arbitro: | Sælen (Bergen) |

|                                                      |           |  |
| Johansen 18’ Kovács 56’, 73’ Diomande 62’ Kamara 83’ | Marcatori |  |

| Arbitro: | Johnsen (Tønsberg) |

|                               |           |  |
| Srećković 13’ Elyounoussi 57’ | Marcatori |  |

| Arbitro: | Hansen (Feda) |

|                                   |           |  |
| de Lanlay 33’ Olsen 78’ Nisja 84’ | Marcatori |  |

| Arbitro: | Johansen (Brevik) |

|           |           |                               |
| Gueye 73’ | Marcatori | 4’, 40’ Stewart 56’ Barrantes |

| Arbitro: | Berntsen (Vang) |

|             |           |                             |
| Helstad 52’ | Marcatori | 57’ Tripic 87’ (rig.) Pusic |

| Arbitro: | Sælen (Bergen) |

|                              |           |           |
| Karadas 25’ (aut.) Pusic 66’ | Marcatori | 9’ U. Flo |

| Arbitro: | Helgerud (Lier) |

|  |           |           |
|  | Marcatori | 84’ Pusic |

| Arbitro: | Hansen (Feda) |

|           |           |                             |
| Stene 58’ | Marcatori | 19’ Berre 42’ (rig.) Børven |

| Arbitro: | Helgerud (Lier) |

|            |           |  |
| Fevang 90’ | Marcatori |  |

| Arbitro: | Hagen (Grue) |

|                                  |           |                                                             |
| Stene 3’ Pusic 27’ Halvorsen 47’ | Marcatori | 24’ Ojo 39’ (rig.) Huseklepp 44’ Larsen 90’ (aut.) Landgren |

| Arbitro: | Edvartsen (Hamar) |

|                                                                           |           |                    |
| Gytkjær 25’ (rig.), 60’ (rig.) Raskaj 42’ Torsteinbø 63’ Þorsteinsson 89’ | Marcatori | 12’ (aut.) Bertolt |

| Arbitro: | Berntsen (Vang) |

|                                            |           |                      |
| Halvorsen 10’, 67’ Srećković 34’ Pusic 45’ | Marcatori | 77’ Güven 86’ Brenne |

| Arbitro: | Sandmoen (Kjelsås) |

|  |           |           |
|  | Marcatori | 31’ Stene |

| Arbitro: | Moen (Haugesund) |

|  |           |                             |
|  | Marcatori | 90’ (rig.) Angan 90’ Hestad |

### Coppa di Norvegia
| Askim 1º maggio 2012, ore 18:00 Primo turno                                       | Askim     | 1 – 3 referto                        | Fredrikstad | Askim Stadion |
| \| \| \| \| \| Yousef 60’ \| Marcatori \| 3’ Gueye 14’ Hussain 88’ Elyounoussi \| |           |                                      |             |               |
|                                                                                   |           |                                      |             |               |
| Yousef 60’                                                                        | Marcatori | 3’ Gueye 14’ Hussain 88’ Elyounoussi |             |               |

| Arbitro: | Lundby |

|                                         |                      |                               |
| Mulac 27’ Mehmeti 112’                  | Marcatori            | 69’, 110’ Elyounoussi         |
| Hermstad Mehmeti Olsen Mathisen Solheim | Tiri di rigore 5 – 3 | Hussain Tveter Gueye Landgren |

## Statistiche

### Statistiche di squadra
| Competizione      | Punti | In casa | In casa | In casa | In casa | In casa | In casa | In trasferta | In trasferta | In trasferta | In trasferta | In trasferta | In trasferta | Totale | Totale | Totale | Totale | Totale | Totale | DR  |
| Competizione      | Punti | G       | V       | N       | P       | Gf      | Gs      | G            | V            | N            | P            | Gf           | Gs           | G      | V      | N      | P      | Gf     | Gs     | DR  |
| ----------------- | ----- | ------- | ------- | ------- | ------- | ------- | ------- | ------------ | ------------ | ------------ | ------------ | ------------ | ------------ | ------ | ------ | ------ | ------ | ------ | ------ | --- |
| Eliteserien       | 30    | 15      | 5       | 1       | 9       | 30      | 30      | 15           | 4            | 2            | 9            | 12           | 29           | 30     | 9      | 3      | 18     | 42     | 59     | -17 |
| Coppa di Norvegia | -     | 0       | 0       | 0       | 0       | 0       | 0       | 2            | 1            | 1            | 0            | 5            | 3            | 2      | 1      | 1      | 0      | 5      | 3      | +2  |
| Totale            | -     | 15      | 5       | 1       | 9       | 30      | 30      | 17           | 5            | 3            | 9            | 17           | 32           | 32     | 10     | 4      | 18     | 47     | 62     | -15 |

### Statistiche dei giocatori
| Giocatore        | Eliteserien | Eliteserien | Eliteserien | Eliteserien | Coppa di Norvegia | Coppa di Norvegia | Coppa di Norvegia | Coppa di Norvegia | Totale   | Totale | Totale      | Totale     |
| Giocatore        | Presenze    | Reti        | Ammonizioni | Espulsioni  | Presenze          | Reti              | Ammonizioni       | Espulsioni        | Presenze | Reti   | Ammonizioni | Espulsioni |
| ---------------- | ----------- | ----------- | ----------- | ----------- | ----------------- | ----------------- | ----------------- | ----------------- | -------- | ------ | ----------- | ---------- |
| H. Aleesami      | 13          | 0           | 2           | 0           | 0                 | 0                 | 0                 | 0                 | 13       | 0      | 2           | 0          |
| D. Berntsen      | 7           | 0           | 0           | 0           | 2                 | 0                 | 0                 | 0                 | 9        | 0      | 0           | 0          |
| K. Duré          | 6           | 1           | 0           | 0           | 0                 | 0                 | 0                 | 0                 | 6        | 1      | 0           | 0          |
| T. Elyounoussi   | 16          | 7           | 5           | 0           | 2                 | 3                 | 1                 | 0                 | 18       | 10     | 6           | 0          |
| L. Grorud        | 10          | 0           | 2           | 0           | 0                 | 0                 | 0                 | 0                 | 10       | 0      | 2           | 0          |
| M. Gueye         | 20          | 2           | 1           | 0           | 2                 | 1                 | 0                 | 0                 | 22       | 3      | 1           | 0          |
| B. Hagen         | 17          | 2           | 0           | 0           | 2                 | 0                 | 1                 | 0                 | 19       | 2      | 1           | 0          |
| O. Halvorsen     | 28          | 5           | 1           | 1           | 2                 | 0                 | 1                 | 0                 | 30       | 5      | 2           | 1          |
| M. Hansen        | 15          | 0           | 0           | 0           | 2                 | 0                 | 0                 | 0                 | 17       | 0      | 0           | 0          |
| T. Holm          | 13          | 1           | 4           | 0           | 0                 | 0                 | 0                 | 0                 | 13       | 1      | 4           | 0          |
| J. Horn          | 20          | 1           | 5           | 0           | 0                 | 0                 | 0                 | 0                 | 20       | 1      | 5           | 0          |
| E. Hussain       | 12          | 3           | 4           | 1           | 2                 | 1                 | 1                 | 0                 | 14       | 4      | 5           | 1          |
| K. Jabbie        | 27          | 1           | 5           | 0           | 2                 | 0                 | 1                 | 0                 | 29       | 1      | 6           | 0          |
| J. Knudsen       | 16          | 0           | 0           | 0           | 0                 | 0                 | 0                 | 0                 | 16       | 0      | 0           | 0          |
| A. Landgren      | 27          | 1           | 5           | 0           | 2                 | 0                 | 0                 | 0                 | 29       | 1      | 5           | 0          |
| V. Martinsen     | 23          | 0           | 2           | 0           | 2                 | 0                 | 0                 | 0                 | 25       | 0      | 2           | 0          |
| J. Masalin       | 14          | 0           | 2           | 0           | 2                 | 0                 | 0                 | 0                 | 16       | 0      | 2           | 0          |
| M. Pusic         | 10          | 5           | 1           | 0           | 0                 | 0                 | 0                 | 0                 | 10       | 5      | 1           | 0          |
| S. Rafn          | 11          | 1           | 2           | 0           | 0                 | 0                 | 0                 | 0                 | 11       | 1      | 2           | 0          |
| H. Ramberg       | 18          | 0           | 1           | 1           | 0                 | 0                 | 0                 | 0                 | 18       | 0      | 1           | 1          |
| N. Srećković     | 12          | 2           | 2           | 0           | 0                 | 0                 | 0                 | 0                 | 12       | 2      | 2           | 0          |
| S. Standerholden | 2           | 0           | 0           | 0           | 1                 | 0                 | 0                 | 0                 | 3        | 0      | 0           | 0          |
| R. Stene         | 10          | 3           | 0           | 0           | 0                 | 0                 | 0                 | 0                 | 10       | 3      | 0           | 0          |
| O. Strømsborg    | 13          | 0           | 0           | 0           | 2                 | 0                 | 1                 | 0                 | 15       | 0      | 1           | 0          |
| Z. Tripić        | 10          | 1           | 1           | 0           | 0                 | 0                 | 0                 | 0                 | 10       | 1      | 1           | 0          |
| A. Tveter        | 20          | 1           | 0           | 0           | 2                 | 0                 | 0                 | 0                 | 22       | 1      | 0           | 0          |
| A. Valencia      | 17          | 2           | 2           | 0           | 1                 | 0                 | 0                 | 0                 | 18       | 2      | 2           | 0          |